# نائوشیکا
نائوشیکا (به انگلیسی: Nausicaä) (‎/ˈnɔːsɪkə/‎; Naushika (ナウシカ, [naɯꜜɕi̥ka])), که به عنوان شاهدخت زندرا هم شناخته می‌شود، یک شخصیت خیالی از مجموعه مانگای علمی–تخیلی هایائو میازاکی نائوشیکا از دره باد و فیلم انیمیشنی به همین نام است. داستان او در آینده در زمینی پسا آخرالزمانی جریان دارد. او به عنوان شاهدخت، مسئولیت‌های پدر بیمار خود را بر عهده می‌گیرد و در طول داستان جانشین او می‌شود.
در سال ۲۰۱۴، وبسایت آی‌جی‌ان او را به عنوان نهمین شخصیت بزرگ انیمیشن در تمام دوران‌ها رتبه‌بندی کرد و نوشت که «علاوه بر اینکه او یک جنگجو توانا است، یک شخصیت کاریزماتیک واقعی دارد که در نزد مردمش محبوب و مورد احترام است.»